# Head (géologie)
Pour les articles homonymes, voir Head.

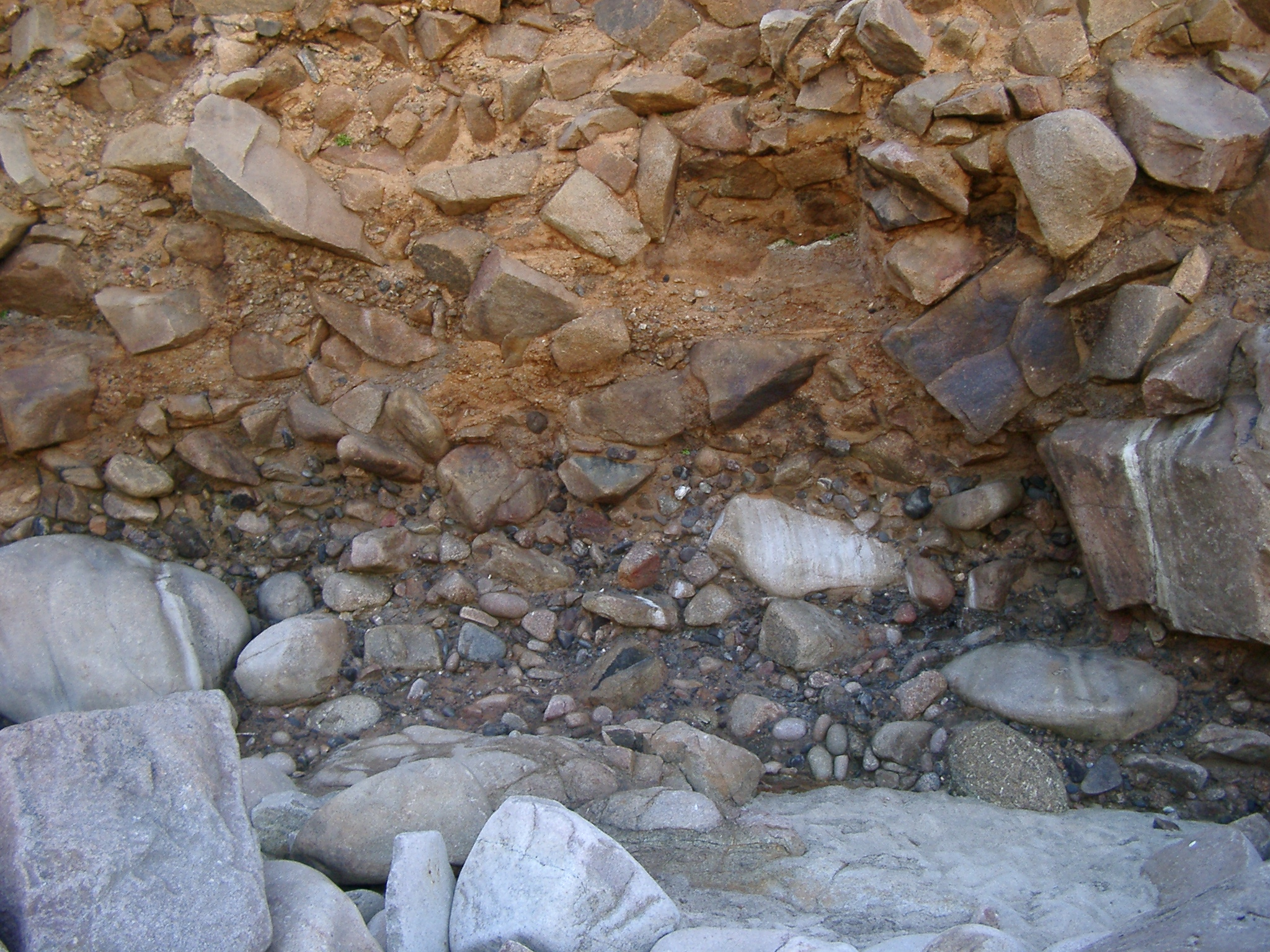
Dépôt de head.

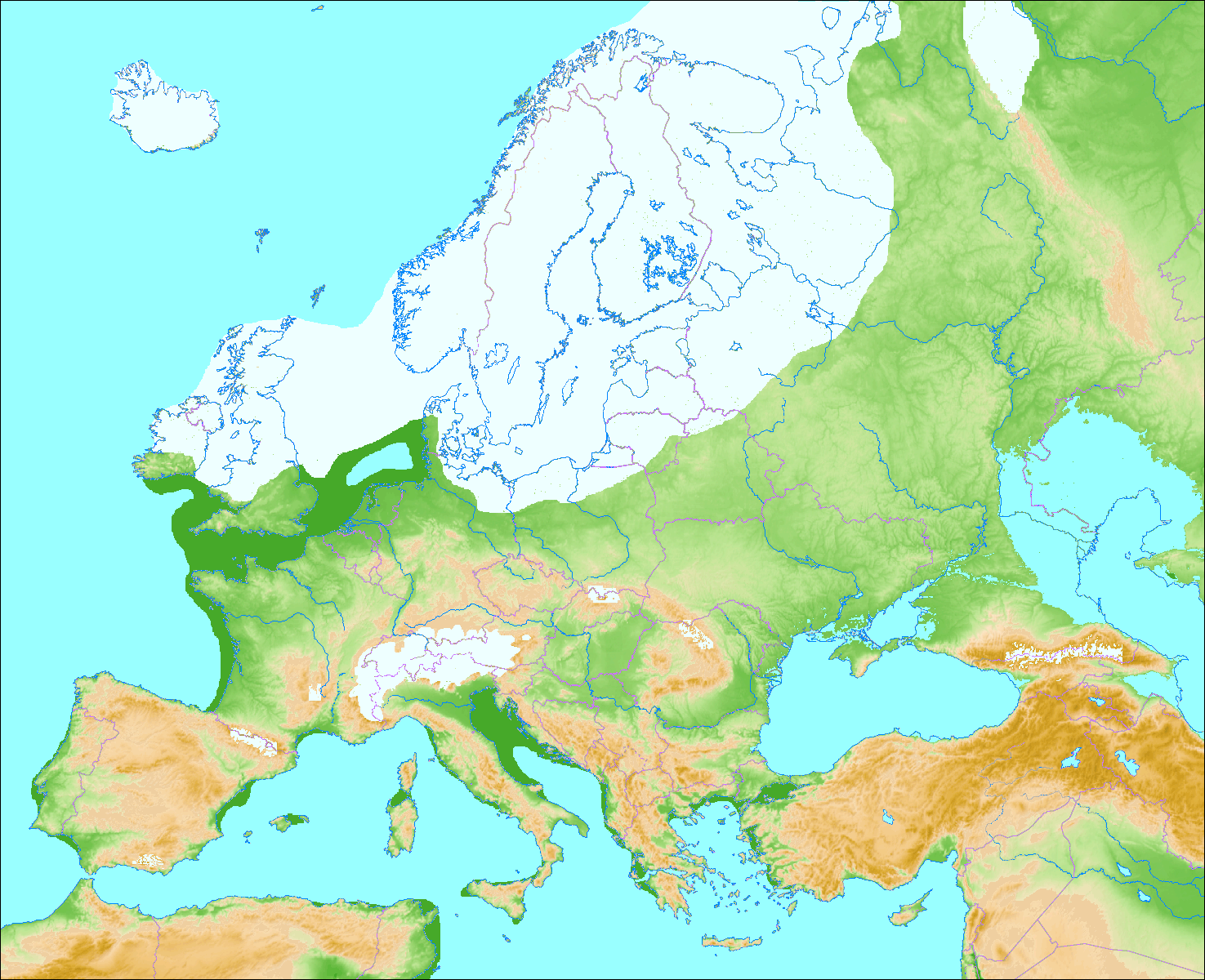
Extension maximale des calottes glaciaires du Nord de l'Europe au cours du Vistulien et de son équivalent alpin le Würmien. L'inlandsis dont l'épaisseur était de 3 km au centre entretenait avec ses vents violents et glacés un climat périglaciaire de bordure, à l'origine de heads qui ont empâté les versants des vallées comme des falaises mortes ou anciennes.

Le head est un dépôt de solifluxion sur un versant, formé sous climat périglaciaire. Constitué par un matériel sédimentaire grossier (graviers, cailloux, blocs, méga-blocs) emballé dans une matrice plus fine (argile, limon, sable), ce dépôt de pente peut être dominé par les clastes ou par la matrice. Les heads sont caractérisés par un matériel hétérométrique et l'absence de figures de sédimentation.

## Caractéristiques
Les éléments grossiers, orientés dans la pente et légèrement relevants, possèdent fréquemment un revêtement limoneux sur leur face supérieure. La fraction grossière résulte de la gélifraction des roches sédimentaires présentes dans l'arrière-pays, dans un environnement périglaciaire et en absence de couvert végétal. Cette macro-gélifraction a débité la roche en éléments lithiques de taille extrêmement variable, donnant un matériel grossier hétérométrique. La fraction fine provient d'apports éoliens plus ou moins lointains (érosion d'altérites interglaciaires et de lœss anciens) et, dans certains cas, de la pulvérisation de la roche en place sous l'effet de la cryoclastie.
Le terme d'arène sur bloc est réservé au head formé à partir d'un granite, celui de grèze est réservé à un éboulis de pente à éléments anguleux ordonnés en lits inclinés alternativement grossiers et fins.
Ce type de dépôt est particulièrement abondant sur certains versants et en fond de vallon en moyenne montagne, ainsi que dans les bassins sédimentaires, là où l'érosion récente ne les a pas éliminés. Il se forme actuellement en haute montagne.
Ces coulées de solifluxion sont une partie superficielle inutilisable dans les carrières.

## Formation
Au cours des périodes froides, le substrat rocheux local est fracturé par l'action du gel. Ce processus de cryoclastie fournit les blocs et les cailloux du head grossier qui donne, suivant le contexte topographique local, des éboulis gravitaires ou de graviers et de sables ruisselés. Avec des grès et des quartzites, le head grossier peut être constitué de blocs de plusieurs tonnes, tandis qu'avec des schistes, il est formé surtout des plaquettes. La matrice unissant les blocs du head grossier, plus fine, provient quant à elle, de la cryoclastie des matériaux localisés au niveau du rebord du plateau (souvent des altérites et des limons) et qui vont être mobilisés lors de la formation du head dont la couleur rappelle celle du substrat. Lors des périodes de dégels périodiques, les pierrailles et la matrice sont mobilisées par de puissantes coulées de solifluxion.